# Arclin
Arclin  je večje razloženo obcestno naselje v Občini Vojnik. Leži v Celjski kotlini južno od Vojnika, v dolini reke Hudinje, na njenem vzhodnem bregu, ob glavni cesti Celje - Slovenske Konjice in ob odcepu stranske ceste proti Ljubečni. Vzhodni del naselja je Zgornji Arclin s številnimi obrtnimi delavnicami, na zahodu pa je Spodnji Arclin, ki sega prek Hudinje na nizko gričevje. Na plodnih zemljiščih prevladujejo nasadi hmelja.
V Arclinu se je rodil naravoslovec in publicist Janez Žiga Valentin Popovič.

## Prebivalstvo
Etnična sestava 1991:
- Slovenci: 481 (97,4 %)
- Hrvati: 2
- Nemci: 1
- Ostali: 1
- Neznano: 6 (1,2 %)
- Neopredeljeni: 1